# Simenchelyidae
Simenchelyidae é uma família de peixes actinopterígeos pertencentes à ordem Anguilliformes, subordem Synaphobranchoidei.